# Legião dos Super-Heróis
Legião dos Super Heróis é um grupo fictício de super-heróis da DC Comics. Eles se aventuram no século XXX.
Criada pelo roteirista Otto Binder e o desenhista Al Plastino, a Legião original fez a sua primeira aparição em Adventure Comics #247 (abril de 1958). Apesar das histórias de viagem no tempo serem frequentes, a série é diferente da maioria das dos seus contemporâneos. 
As histórias da Legião dos Super-heróis contêm mais elementos de fantasia e ficção científica que muitas histórias em quadrinhos norte-americanas. A Legião também é conhecida por seu grande número de integrantes. Muitas formações da Legião incluíam mais de uma dezena de personagens principais e secundários. É comumente associado ao visual do grupo uma grande quantidade de heróis com fantasias coloridas utilizando os "anéis voadores" da equipe. 
A equipe foi originalmente muito associada com o Superboy e foi mostrada inicialmente como um mero grupo de viajantes do tempo que frequentemente visitavam o jovem Superman. Foi somente após vários anos depois da origem da Legião que a conexão do grupo com o Superboy foi perdida. Eles então se tornaram uma franquia com certa popularidade.

## Origem
No século XXX, um milionário chamado R.J.Brande (Rene Jacques Brande) foi salvo por três jovens heróis: Relâmpago, Cósmico e Satúrnia. Grato pela ajuda deles, ele financiou a criação de uma legião para agregar super-heróis de vários planetas e constituir um grupo semelhante à Liga da Justiça, mas que abrangesse todo o universo.
Na versão original a Legião surgiu em uma aventura do Superboy publicada no Brasil pela EBAL nos anos 60. O nome dos 3 heróis fundadores era Rapaz Relâmpago, Moça de Saturno e Rapaz Cósmico. A medida que os outros heróis da Legião foram sendo recrutados, todos aqueles do sexo masculino recebiam o nome de Rapaz (Ultra Rapaz, Rapaz Camaleão) ou Moça, se fossem do sexo feminino. Quando a Editora Abril começou a publicar a Legião nos anos 80, os novos editores acabaram por abandonar essa regra ou "tradição".
Na primeira aventura, os heróis do futuro criaram a Legião em homenagem ao Superboy. Após a Crise das Infinitas Terras ocorrida em 1985, o Superman foi remodelado por John Byrne, que procurou se aproximar de Superman - O Filme, ou seja, não inseriu o Superboy na sua cronologia. Isso criou um problema de continuidade nas histórias da Legião. A solução de Byrne foi explicar que o encontro da Legião com o Superboy na verdade foi produto de uma trama do vilão Senhor do Tempo, que criou um "universo compacto" para onde desviou a máquina do tempo da Legião. Dessa forma, os legionários foram parar nesse falso universo, acreditando estar no passado da Terra.

### Continuidade original (1958–1994)

#### Um elenco de apoio para Superboy
Superboy era a série estrelando em Adventures Comics no final dos anos 50s. Em Adventure Comics # 247 (Abril de 1958), ele era encontrado por três adolescentes do século XXX: Rapaz-Relâmpago , Moça de Saturno e Rapaz-Cósmico, que eram membros de um “clube de super-heróis” chamado a Legião dos Super-Heróis. Seu grupo foi formado tendo o Superboy como uma inspiração e eles haviam viajado no tempo para recrutá-lo como membro. Após uma série de testes, ao Superboy foi concedida a honra de ser membro e o retorno à sua própria época. 
Embora a intenção original tenha sido de ser apenas uma história com foco no Superboy, a Legião provou ser tão popular que retornaram para um novo encontro em Adventure Comics #267 (Dezembro de 1959) e seus uniformes estavam mais parecidos com aqueles que eles usariam durante a Era de Prata dos Quadrinhos. Sua terceira aparição, com Supergirl em Action Comics #276, foi dito que os Legionários nesta história eram filhos daqueles que Superboy havia encontrado antes e que a Legião existia no século XXI ao invés de no XXX. Estes detalhes foram ignorados em histórias futuras.
A popularidade da Legião cresceu e eles apareceram em futuras edições da Adventure Comics e da Action Comics nos anos subsequentes. As fileiras da Legião, apenas sugeridas nas duas primeiras histórias, foram renovadas com novos heróis tais como Camaleão, Rapaz Invisível, Pluma ou Moça-Relâmpago, Colossal, Ástron, Brainiac 5, Moça-Tríplice ou Dama Dupla, Violeta, Solar, Sonhadora, Ferro, Transmutador, Princesa Projectra, Karatê Kid, Penumbra, Mon-El, Lobo Cinzento, Saltador, Rei Químico e Etérea. Eles até mesmo recrutaram Supergirl como um membro (Action Comics #267 e #276).
Apesar de aparecer em um pouco mais de 12 edições durante este período, a história da fundação da Legião só foi revelada 10 anos após a sua primeira aparição. Em Superboy # 147 (junho de 1968), pela primeira vez os leitores souberam que os primeiros três membros foram Relâmpago, Satúrnia e Cósmico, que fundaram a Legião quando usaram seus poderes para salvar o bilionário R. J. Brande de uma tentativa de assassinato. Impressionado com suas habilidades e coragem, Brande financiaria a Legião por muitos anos.
Os criadores das primeiras histórias da Legião incluem o co-criador do Superman Jerry Siegel, Otto Binder, Al Plastino, George Papp, Curt Swan, Jim Mooney e George Klein.

#### Estrelando em Adventure Comics
Em Adventure Comics #300 (Setembro de 1962), a Legião finalmente teve sua própria série regular, intitulada "Superboy and the Legion of Super-Heroes" (Superboy e a Legião dos Super-Heróis). Embora dividissem espaço com as histórias solo do Superboy por alguns anos, eventualmente tiraram-no inteiramente de cena à medida que sua popularidade crescia. Entretanto, o Superboy continuava a aparecer em todas as capas, mesmo quando eram somente mencionado na história. 
Foi nesta fase em que foram estabelecidas as atividades gerais e os ambientes da Legião. Um clube de adolescentes, eles operavam fora de uma sede na forma de foguete espacial amarelo invertido como se tivesse aterrissado assim. A posição de líder da Legião rodava (rotated) entre os membros, algumas vezes por eleições, outras por meios mais arcanos. De tempos em tempos, os editores das histórias da Legião permitiam que leitores votassem no líder.
Cada legionário tinha que possuir pelo menos um poder natural (Ou seja, poderes por meios de maquinários eram descartados), em particular poderes que nenhum outro membro possuísse. Apesar disso, vários membros possuíam poderes similares, particularmente Superboy, Supergirl, Mon-El e Ultra-Rapaz. Alguns números incluíam momentos cômicos onde candidatos com poderes bizarros, inúteis ou perigosos se candidatavam e eram rejeitados. Alguns desses candidatos defeituosos formaram a Legião dos Heróis Substitutos. 
A Legião possuía base na Terra e defendia uma organização de humanos e alienígenas chamada de Planetas Unidos. A força policial regular nos Planetas Unidos era a Polícia Científica. 
Muitas dessas histórias iniciais eram contos “gimmick” (Segundo o Oxford English Dictionary, Gimmick é um truque ou aparato cuja intenção é mais atrair a atenção do que possuir um propósito útil), girando em torno de alguém tentando enganar a Legião ou um membro sendo controlado ou ferido de algum modo, de forma que se volta contra os seus camaradas. Vários tie-ins com histórias do Superman apareceriam de tempos em tempos, com Jimmy Olsen e Pete Ross se tornando “membros honorários” e Lana Lang se tornando um membro reserva. As caracterizações eram frequentemente rasas. De fato, esse tipo de histórias eram bastante comuns na Era de Prata da DC e muitas delas são adoradas por fãs de longa data da Legião. 
Criadores das primeiras histórias na Adventure Comics incluem Jerry Siegel, Edmond Hamilton e John Forte.
Um momento decisivo para a Legião surgiu em Adventure Comics #346 (Julho de 1966), que foi escrita por Jim Shooter, então com 14 anos. Um fã da Legião, Shooter enviou quatro histórias para a DC. Numa época onde os escritores e artistas de quadrinhos ainda não recebiam créditos pelos seus trabalhos, Shooter – ignorando os processos criativos atrás das histórias que amava – enviou layouts de páginas inteiras em papel ofício, completados com falas e balões de diálogos. A DC, nesta época desconhecendo a idade de Shooter, ficou impressionada o suficiente com seus esforços para solicitar que seus artistas veteranos Curt Swann e George Klein arranjassem os layouts para publicação. Estas quatro primeiras histórias introduziram vários elementos duradouros, incluindo Karate Kid, Projecta, Ferro, Nemesis, os Khúndios e Universo e seu filho, Rond Vidar.
Logo em seguida, Shooter se tornou o escritor regular da Legião, com Curt Swann (E mais tarde Win Mortimer) como artista. Shooter trouxe mais caracterização e ação para a Legião, uma abordagem que estava funcionando bem para a rival Marvel Comics. Como se viu mais tarde, Shooter foi um participante inicial em uma revolução gradual no modo de se contar histórias na DC ao longo da década seguinte. 
Shooter escreveu a história sobre a morte de Ferro – a primeira morte “real” de um Legionário (embora se acreditasse que Relâmpago tivesse morrido um pouco antes) – e apresentou muitos outros conceitos duradouros, incluindo o Quinteto Mortal, Penumbra, O Círculo Negro, Mordru, e a "Legião Adulta", uma conjectura que se referia a como a Legião se pareceria quando crescessem.
Entretanto, a Era Dourada da Legião eventualmente acabou, com sua última aparição em Adventure Comics #380 (Maio de 1969), quando foram substituídos pela Supergirl.

#### A Legião em segundo plano
No início dos anos 70, a Legião foi relegada a segundo plano. Primeiro eles apareceram em Action Comics #377 ao # 392 (Junho de 1969 a Setembro de 1970), apresentando mais histórias de Shooter e Mortimer, normalmente historietas apresentando apenas um ou dois membros da Legião. Eram, sem dúvida, histórias decentes centradas no personagem, bem incomuns em relação ao grupo neste aspecto.
Seguindo esta limitação, eles começaram a aparecer ocasionalmente em histórias curtas em Superboy, começando no número 172 (março de 1971) com criadores tais como E. Nelson Bridwell, Cary Bates e George Tuska. Mas sinais de um renascimento surgiram quando um jovem artista, Dave Cockrum (que mais tarde ganharia fama como artista e co-criador dos “totalmente novos, totalmente diferentes” X-Men) começou desenhando a série em Superboy # 188 (julho de 1972). Cockrun era um prolífico designer de uniformes de super-heróis com um visual chamativo e começou a atualizar os uniformes de vários Legionários, muitos dos quais duraram mais de 15 anos. 
A história mais notável durante este período apareceu em Superboy #195 (Junho de 1973), na qual um herói cujo corpo era feito de energia tentava se tornar membro da Legião, aparentemente sacrificando a sua vida em uma missão. O herói se tornaria Pulsar, um dos Legionários mais populares.

#### Superboy e a Legião dos Super-Heróis
A Legião retornou às capas em uma edição onde Superboy se tornava Superboy and the Legion of Super-Heroes (#197, Agosto de 1973). Apesar do título, no interior o logo ainda era oficialmente apenas Superboy. Desenvolvida por Bates e Cockrun, a série se tornou popular e apresentou eventos tais como o casamento de Salteador e Dama Dupla (Duo Damsel), ex-Tríade (#200) e a morte do Rapaz-Invisível (#203). Cockrun foi substituído na edição 203 (Julho/agosto de 1974) por Mike Grell, que também se tornaria um dos favoritos pelos fãs. Muitos dos uniformes dos Legionários foram modificados durante este período, incluídos os usados por Satúrnia, Penumbra e Cósmico, que se tornaram mais delineados. Shooter retorna neste período e escreve o seu canto do cisne no título em uma história envolvendo o Senhor do Tempo e um novo vilão, Pulsar Stargrave. 
Com o número 231 (Setembro de 1977), o título é oficialmente mudado para Superboy and the Legion of Super-Heroes e se torna um título “giant-size”, sendo escrito pelo fã de longa data Paul Levitz  e desenhado por James Sherman (arte-finalizado por uma variedade de artistas, notavelmente por Jack Abel e Bob McLeod). Nos números 241–245 (Julho a Dezembro de 1978) Levitz e Sherman (e daí Joe Staton) produziram a mais ambiciosa (para a época) sequência de histórias da Legião: Earthwar, uma guerra galáctica entre os Planetas Unidos e os Khúndios, com vários outros vilões espreitando nos bastidores.
O número #239 (Maio de 1978) apresentou uma história bem conceituada chamada “Murder Most Foul”, na qual o Ultra Rapaz (Ultra Boy) é acusado de assassinato. Escrita por Paul Levitz e desenhada por Jim Starlin, o mistério foi resolvido em S/LSH #250–251 (Abril–Maio de 1979), mas Starlin ficou tão insatisfeito com a editoração e com a decisão de dividir a longa história em duas partes que removeu o nome dos créditos, e o artista foi creditado como “Steve Apollo”. 
Durante este período, um dos legionários teve um spin-off, que se passava no século XX, chamado Karatê Kid, que durou 15 edições. Ele voltou ao século XXX durante a Guerra Terrestre.  
Levitz deixou o título para ser substituído por Gerry Conway, uma escolha controversa entre os fãs. Ainda ilustrada por Stanton, o título seguiu para sua nova grande transformação.

#### Um título próprio, afinal!
Com o número #259 (Janeiro de 1980), Superboy deixou a Legião, graças ao plano de um vilão, e o título foi rebatizado simplesmente como Legion of Super-Heroes. Essas edições são conhecidas por fãs e colecionadores como “V.2” ou volume 2 (Há uma mini-série de quatro números, Legion of Super-Heroes, publicada nos anos 70, que é, oficialmente, o volume 1, ou “V.1”,mas que consiste somente de republicações. A adoção de volumes é uma convenção usada na indústria das revistas com a finalidade de distinguir sucessões de títulos idênticos com numerações diferentes). 
Jimmy Janes assumiu a arte no número #273 (Março de 1981), em um longo conto de Conway e depois Roy Thomas, envolvendo o desaparecimento do Ultra Rapaz durante uma missão e sua longa jornada para se unir novamente à equipe. Este história contava a história de Reflecto, aguardada ansiosamente durante muito tempo (somente vislumbrada durante a história da Legião Adulta, em Adventure Comics), teve como vilões o Mestre do Tempo e Grimbor the Chainsman, e o retorno do Superboy ao grupo, na edição #282 (Dezembro de 1981).

#### Paul Levitz escreve a Legião
Após a história com o Senhor do Tempo, Paul Levitz retornou ao título (#284). Pat Broderick desenhou por um breve período até este ser assumido por Keith Giffen e Larry Mahlstedt. Seu estilo limpo e cheio de estilo para desenhar maquinário high-tech rapidamente os tornou populares. Essa popularidade se elevou com a Saga das Trevas Eternas (Great Darkness Saga), em 5 partes, publicada nas edições #290–294 (Agosto–Dezembro de 1982), apresentando um ataque massivo aos Planetas Unidos e Um super-vilão inesperado por trás de tudo. 
A Legião celebrou o número#300 (June 1983) revisitando a história da Legião Adulta por meio de uma série de histórias curtas envolvendo mundos paralelos desenhadas por artistas populares que haviam desenhado a Legião no passado.
O estilo de Giffen mudou abruptamente poucos números depois, se tornando mais sombria e cheia de linhas, inspirada no artista argentino José Munoz. Isto ocorreu em paralelo com a corrida da DC para o lançamento de duas revistas com o papel de alta qualidade Baxter (O outro título foi o também popular New Teen Titans). O título existente da Legião se tornou Tales of the Legion of Super-Heroes por um ano antes de republicar histórias da nova Legion of Super-Heroes volume 3 (ou "v3", como os fãs se referem).
Enquanto Levitz escrevia a maioria das histórias nesta época, houve vários fill-ins memoráveis por Mindy Newell.
A série estreou em Agosto de 1984, com uma história em cinco partes apresentando a Legião dos Super-Vilões. Giffen saiu no meio da história, sendo substituído por Steve Lightle. O estilo elaborado de Lightle se encaixou bem ao título, mas ele permaneceu nele por um ano. Apesar disso, ele desenvolveu uniformes de muitos Legionários novos, notavelmente de um membro duradouro da Legião dos Heróis Substitutos, Polar.
Greg LaRocque iniciou uma longa estadia no título a partir do número #16 (Novembro de 1985), incluindo um crossover com o título recentemente reformulado por John Byrne do Superman, nos números #37 e #38. Este crossover foi a primeira (de muitas) tentativa da DC em tentar explicar a origem e o destino do Superboy e sua história com a Legião, à luz da recente reformulação do Universo DC causada pela Crise nas Infinitas Terras. Talvez, apropriadamente, o crossover demonstrou os paradoxos de continuidade que inevitavelmente surgem de tais tentativas: Uma estátua para a Supergirl no Memorial Para Membros Falecidos, mostrado no número #38, desaparece na edição #51, após um edital então recente da DC ter afirmado que Kal-El era o único sobrevivente de Kripton. Por causa disto, nunca houve uma Supergirl no universo pós-crise. 
A fase de Levitz terminou com o retorno de Giffen e uma história em quatro partes, concluída na edição # 63, focando o declínio da ciência e a ascensão da magia causando destruição aos Planetas Unidos. Embora as forças do bem prevaleçam, tanto a PU quanto a Legião são deixadas em frangalhos e a reconstrução ficaria a cargo de quem assumisse o título. 
Embora Levitz houvesse mudado substancialmente a Legião e seus personagens e mudado enormemente o tom das histórias, sua fase foi extremamente popular e se tornou um marco na história da Legião.

#### "Cinco anos Depois"
Giffen assumiu tanto o roteiro quanto a arte e o título foi relançado em novembro de 1989, com o volume 4, com diálogos de Tom e Mary Bierbaum, com assistência de Al Gordon. Cinco anos após as Guerras Mágicas, a PU é um lugar sombrio e a Legião uma memória distante. Entretanto, um grupo de antigos membros trabalha para restaurar a Legião neste novo e hostil universo, no qual a Terra é governada por uma raça alienígena chamada Dominadores ou Dominions, como são chamados coletivamente.
Logo após o início deste arco, a decisão da DC foi remover, retroativamente, quase que completamente qualquer envolvimento com Superboy da história da Legião, deixando a questão de onde veio a inspiração para a fundação da Legião. A solução dos roteiristas foi de escalar Mon-El para assumir este papel, como um herói do século XX chamado Valor, e também adicionaram os personagens Laurel Gand — um paralelo para a Supergirl — e Kent Shakespeare (ou Impulse) para preencher o vácuo. O número #5 apresentou um mundo paralelo onde essa reestruturação foi efetuada. 
Giffen deixou de escrever vários números, por razões desconhecidas. Como resultado, os Bierbaums escreveram vários tapa-buracos, o que fez com que a coesão da revista ficasse prejudicada. Este período introduziu vários retcons, que revisavam de forma controversa a história consolidada da Legião: Uma dizia que o corpo de Relâmpago serviu de hospedeiro para a consciência de Proty, o animal de estimação Proteano do Camaleão, desde a sua ressurreição, vários anos antes. Outra, dizia que a antiga ligação do grupo com a Polícia Científica, Shvaughn Erin, na verdade era uma mulher Transexual, enquanto o seu namorado de muitos anos, Transmutador era ambíguo sexualmente e poderia não ter ligado para o fato de ela ser transgênero. 
Uma das maiores sagas durante este período foi a descoberta do “Lote SW6”("Batch SW6"), um grupo de clones da antiga Legião, mais exatamente dos seus dias na Adventure Comics. A intenção original de Keith Giffen era que fosse revelado eventualmente que os clones eram os verdadeiros Legionários e aqueles cujas crônicas haviam sido publicadas por tanto tempo fossem os clones. Ao invés disso, havia agora duas Legiões e um título paralelo, Legionários, foi lançado, com arte de Chris Sprouse, estrelando a Legião do “Lote SW6”. Esta, em um tom mais leve do que o título original da Legião. 
Giffen deixou o título após uma saga que envolvia a destruição da Terra (#38, Dezembro de 1992), e os Bierbaums continuavam, supervisionando o retorno de muitos personagens clássicos. Quando os Bierbaums partiram, o escritor Tom McCraw assumiu e fez uma série de mudanças, inclusive forçar vários membros da Legião a se tornarem foragidos, fazendo-os assumir novas identidades e trazendo de volta Pulsar, ausente por muito tempo. Houve uma tentativa mal sucedida de mudar os uniformes da Legião adulta. 
Em 1994, o departamento editorial da DC decidiu que a continuidade do grupo deveria ser reformulada. Como resultado do mega-evento Zero Hora, 36 anos de continuidade da Legião tiveram um fim, para dar lugar a um novo começo.
Esses cinco anos da história da Legião, de 1989-1994, ficaram conhecidos como "Glorithverso", dadas as explicações posteriores sobre as manipulações na linha do tempo da vilã Glorith, que substituira o Senhor do Tempo na cronologia desse período.

### Reformulada (1994–2004)

#### Zero Hora
Após Zero Hora, a continuidade foi reiniciada e uma nova Legião foi criada com uma nova roupagem, começando com uma nova versão da origem começando em Legion of Super-Heroes volume 4 #0, continuando em Legionnaires #0 (ambas em Outubro de 1994). Relâmpago foi rebatizado como Live Wire e após a fundação do grupo, um grande número de heróis foi adicionado às fileiras do grupo muito rapidamente. A vários membros, foram dados novos codinomes, e novos heróis foram adicionados, incluindo XS (a filha do segundo Flash, Wally West), Kinetix, Andrômeda e Portal.
Apesar da continuidade recentemente descartada, vários Legionários antigos e amados foram mantidos em diferentes papéis. Chuck Taine (que era o herói Saltador na antiga continuidade) se tornou o engenheiro de manutenção da Legião, e Tenzil Kem (Digestor) se tornou chef. Rond Vidar – que havia sido filho do vilão Universo, um Legionário honorário e um Lanterna Verde na antiga continuidade – fez algumas aparições como colega de Brainiac 5. 
Enquanto seguissem o padrão da antiga continuidade em alguns caminhos, havia grandes desvios. Alguns personagens morriam da mesma forma que antes, mas outros não. Alguns Legionários passaram algum tempo no Século XX, onde recrutaram o membro Ferro. A Legião começou também tentando ganhar o respeito dos Planetas Unidos, o que conseguiram graças a duas bem merecidas vitórias: Defendendo a Terra dos Daxamitas do Triângulo Branco, um grupo de racistas; e expondo o Presidente dos Planetas Unidos Chu como o mentor por trás da Guerra Braal-Titã, do boato do Devorador de Sóis, da Formação do Quinteto Fatal e da lavagem cerebral do futuro Legionário Jan Arrah. Acima de tudo, foi um bem sucedido e bem recebido retorno aos dias da Legião adolescente defendendo um futuro brilhante das forças do mal.

#### Legion Lost
Entretanto, as vendas começaram a despencar. Novos escritores, Dan Abnett e Andy Lanning, frequentemente referidos como “DnA”, titulo que frequentemente usam em entrevistas, vieram a bordo com o desenhista Olivier Coipel para produzir um uma história sombria que levaria ao quase colapso dos Planetas Unidos e da própria Legião. À beira do desastre, um grupo de Legionários desaparece em uma fenda espacial e as duas séries da Legião chegam a um fim. 
A série limitada Legion Lost (2000-2001) reporta a difícil jornada desses Legionários para voltar ao lar enquanto outra série, Legion Worlds (2001) mostra o que acontece aos Planetas Unidos durante a sua ausência. 
Uma nova série, The Legion, foi lançada. nela, a Legião é reunida e a ela é dada uma nova base e um novo propósito. Seus primeiros 33 números foram escritos por DnA e a série foi cancelada no número 38.

#### Crise Infinita e Terra-247
O Crossover Legião/Novos Titãs (co-escrito por Geoff Johns e Mark Waid) termina com a continuidade reformulada e as mudanças temporais são ocasionadas por Crise Infinita (Escrita por Geoff Johns). A Legionária Shikari Lonestar consegue escapar da mudança temporal e emerge na continuidade corrente. Ela não é vista até Crise Infinita #6, onde é reunida com os seus Legionários na Terra-247. Entretanto, é desconhecido se a Legião pós-Zero-Hora sempre residiu na Terra-247.

### Continuidade Atual (2005—) ("Threeboot" - Terceira Reformulação)
Após o crossover com os Novos Titãs, em  Teen Titans #16 e Teen Titans/Legion Special (No Brasil, Novos Titãs # 16-17), uma nova série foi lançada: The Legion of Super-Heroes (vol. 5), escrita por Mark Waid, que foi o responsável pela reformulação após Zero-Hora, e desenhada por Barry Kitson. Esta nova série recria o grupo da base e volta a usar as designações Garoto/Rapaz/Garota/Moça, que haviam sido removidas em reformulações anteriores. Waid afirmou que esta é a primeira visão do Universo DC pós-Crise Infinita, como mostrada em uma frase citando a Crise em Teen Titans/Legion Special. A continuidade atual é citada algumas vezes como continuidade "Threeboot" (Ou Trêsformulada) pelos fãs por ser a terceira encarnação do grupo desde 1958.
Edições após o número 16 apresentavam um logo Um Ano Depois,  modificado para 1,001 Years Later, em referência ao fato das aventuras da Legião se passarem 1.000 anos depois. Na mesma edição, o título é mudado para Supergirl and the Legion of Super-Heroes.
Os números iniciais do título já haviam reintroduzido e fornecido novas e divergentes origens para os personagens. A maioria lembra suas antigas contrapartes em uniformes e poderes. As exceções mais notáveis incluem Camaleão, retratado como uma criatura andrógina; Astron, que nesta versão é negro; Colossal, um gigante que encolhe até ficar do tamanho de um humano; Etérea, que existe em dois universos ao mesmo tempo e até mesmo tem conversas paralelas com pessoas em ambos.
O universo do futuro desta Legião é uma sociedade repressiva emocional e mentalmente, o que envolve sexualidade e contato humanos controlados, como na vigilância de minorias retratadas em 1984, de George Orwell. O maior objetivo da Legião a reforma social, bem como proteger as pessoas e lhes inspirar com as lendas de superheroís do passado, embora o grupo não seja apreciado por várias autoridades governamentais. 
A Legião é adorada por milhares de "Legionários", jovens de vários mundos que cultuam o grupo. Alguns Legionários mantém uma vigília constante fora da sede da Legião.

## Integrantes
Ástron ou Starman VII (Star Boy) - Thomas Kallor pode controlar a gravidade, forçando os objetos a tornarem-se mais pesados do que já são. Seus poderes são o inverso dos da Pluma.
Solar (Sun Boy, mais tarde Inferno) - Dirk Morgna nasceu na Terra. Adquiriu o poder de projetar calor e luz solares quando foi preso em um reator nuclear pelo vingativo Dr. Zaxton Regulus que, mais tarde, também recebeu os mesmos poderes, utilizando-os para combater a Legião. Solar é um dos pilotos mais habilidosos de toda a equipe.
Violeta Encolhedora, Violeta ou LeViatã II (Shrinking Violet, Violet ou LeViathan II mais tarde) - Salu Digby nasceu em Imsk, um mundo onde todos os habitantes possuem a capacidade de reduzir de tamanho consideravelmente. Violeta viveu um longo romance com Duplo, um membro dos Super-heróis de Lallor, mas atualmente parece envolvida com Colossal.
Moça Tríplice, Dama Dupla ou Tríade mais tarde (Triplicate Girl, Duo Damsel e mais tarde Triad) - Luornu Durgo do planeta Cargg, heroína com o poder de se dividir em 3 partes, Tríade é inteligente e namora Saltador.
Vésper (Dawnstar, mais tarde Bounty) - Vésper  (seu nome real, ela não tem um codinome na Legião) é do planeta Ninho Estelar (Starhaven no original), um mundo colonizado por nativos americanos (povo Pueblo ) que foram abduzidos da Terra por uma raça alienígena desconhecida no século 31. Seu nome é derivado da aparência na Terra do planeta Vênus , a "estrela da manhã", e que é a razão pela qual ela usa um ornamento de estrela de oito pontas em sua testa. Vésper decidiu viver de suas habilidades mutantes, tais como rastreamento, poder de voar a alta velocidade e imunidade às condições fatais do espaço sideral. R. J. Brande ficou sabendo de sua existência e pagou-lhe um salário para frequentar a academia da Legião, onde ela conheceu Pulsar, que a convenceu a integrar a equipe. Não se sabe ao certo a profundidade de seus sentimentos por Pulsar, mas os dois são, sem dúvida amigos muito íntimos.
Ultra-Rapaz (Ultra Boy) - Jo Nah nasceu no planeta Rimbor e adquiriu diversos superpoderes quando seu veículo espacial foi engolido por um monstro de energia. Os efeitos da radiação manifestaram-se após seu resgate, dotando-lhe de ultraforça, invulnerabilidade, ultravelocidade, capacidade de voar, ultravisão, ultrafôlego e penetravisão. No entanto, ele só pode fazer uso de um poder por vez. Há alguns anos, Jo vive um romance com Etérea.
Transmutador (Element Lad) - Jan Arrah nasceu em Trom, um planeta cujos habitantes possuem o poder de transmutar elementos. Seu mundo foi destruído pelos terríveis Roxxas e Jan uniu-se à Legião sob o nome de Mistério para perseguir o vilão.
Brainiac 5 - Querl Dox nasceu em Colu (planeta conhecido também como Yod). Um antepassado seu liderou a revolta contra o diabólico computador Brainiac e, no combate, adquiriu uma inteligência de décimo segundo grau. Querl herdou esta qualidade, que é, em essência, uma mente humano-computadorizada super-poderosa. Entre suas inúmeras descobertas estão: o cinto de campo de força, os anéis de vôo da Legião e o soro que protege Mon-El de sua vulnerabilidade ao chumbo. Brainiac V se apaixonou por Supermoça quando ambos entraram para a Legião, mas o romance não durou muito.
Camaleão (Chameleon Boy) - Reep Daggle nasceu em Durla, planeta cujos habitantes possuem a habilidade de alterar suas formas. Poucos durlanianos saem de seu mundo natal, e quando Reep entrou para a Legião, Colossal (que se tornou membro na mesma época) chamou a atenção para a semelhança entre seu poder e o conhecido animal da Terra. Reep descobriu recentemente que o benfeitor da equipe, R.J. Brand, é seu pai.
Colossal, Leviatã ou Micro mais tarde (Colossal Boy, Leviathan mais tarde Micro Lad) - Gim Allon nasceu na Terra. Durante umas férias em Marte foi acidentalmente exposto a um estranho meteoro que lhe concedeu o poder de ampliar-se a um tamanho gigantesco, adquirindo força equivalente no processo. Seu amor cultivado por Violeta há muito tempo parece finalmente estar sendo correspondido. 
Cósmico (Cosmic Boy)- Rokk Krinn nasceu em Baal, um planeta onde todos os habitantes possuem poderes magnéticos. A caminho da Terra, onde iria tentar ganhar a vida, encontrou Irma Ardeen e Garth Ranzz e, juntos, os três salvaram acidentalmente a vida de R. J. Brande, um bilionário que acabou financiando a fundação da Legião. Rokk é apaixonado pela história do século XX e, por sugestão sua, os legionários convidaram os heróis daquela era, Superboy e Supermoça, a tornarem-se membros da equipe. Cósmico tem uma queda por Notúrnia, da Legião dos Substitutos, mas os dois não são vistos juntos há algum tempo.
Etérea ou Fase ou Aparição (Phantom Girl, mais tarde Phase e depois Apparition) - Tinya Wazzo nasceu em Bgtzl, um mundo de outra dimensão que ocupa as mesmas coordenadas da Terra. Ela é capaz de desmaterializar-se e atravessar objetos sólidos, permanecendo visível todo o tempo. Membro permanente do Grupo de Espionagem da Legião, Tinya está comprometida há vários anos com Ultra-Rapaz.
Karate Kid: Val Armorr conhece todas as formas de luta criadas até o século XXX. Sua perícia é tamanha que pode facilmente quebrar metal e outros materiais resistentes com um único golpe. Apesar de ser um humano normal, seus golpes podem afetar até o Superboy Pré-Crise.
Lobo Cinzento (Timber Wolf, mais tarde Furball) - Brin Londo nasceu em Zoon. Seu pai utilizou um elemento raro, o Zuunium, para conceder-lhe super-velocidade, super-força e habilidades acrobáticas. Em seu primeiro contato com os legionários, Brin estava sofrendo de amnésia e acreditava ser um andróide, usando o nome de Lobo Solitário. Pluma contribuiu para sua cura e, após um período de treinamento na academia da Legião, Brin passou a fazer parte da equipe como Lobo Cinzento. Apesar dos últimos desentendimentos, ele continua apaixonado por Pluma.
Mon-El/Valor - Lar Gand nasceu no planeta Daxam no século XX. Foi um astronauta que viajou para Krypton antes de sua explosão e conheceu Jor-El. Após um vôo espacial que o deixou em estado de animação suspensa, Mon-El caiu na Terra e encontrou o Superboy, que lhe deu seu sobrenome pensando que Lar fosse seu irmão mais velho. O chumbo é um veneno mortífero para os daxamitas e, quando Mon-El foi exposto a este elemento, Superboy teve de projetá-lo para a Zona Fantasma para salvar sua vida. Mon-El permaneceu lá por mil anos, até que Brainiac V inventou um soro para curá-lo, que ele toma diariamente. Assim como Daxam lembra Krypton, os poderes de Mon-El se assemelham aos de Superboy. Lar está perdidamente apaixonado por Penumbra.
Penumbra ou Umbra (Shadow Lass) - Tasmia Mallor nasceu em Talok VIII. Heroína de seu planeta, ela e seu primo, Grev, adquiriram o poder de projetar escuridão quando foram expostos a um estranho gás negro de uma caverna inexplorada. Sua ancestral, Lydea Mallor, dispunha do mesmo poder gerações antes. o que indica uma predisposição genética a esta capacidade. Tasmia uniu-se à Legião durante uma batalha com o Quinteto Fatal me Talok VIII. Depois de flertar com Brainiac V e Superboy, Penumbra vem se envolvendo em um longo e profundo relacionamento com Mon-El.
Moça-Relâmpago ou Pluma ou Faísca (primeiramente Lightning Lass, Light Lass, depois Gossamer e, mais tarde, Spark) - Ayla Ranzz nasceu em Winath e seus dois irmãos, Garth e Mekt, foram atingidos por monstros no planeta Korbal e adquiriram estranhos poderes elétricos. Ayla juntou-se à Legião quando soube da morte de seu irmão e passou a se chamar "Pluma", após ter sua habilidade transformada pela ciência naltoriana da Sonhadora, podendo tornar pessoas e objetos superleves. Há algum tempo, cultivou um relacionamento amoroso com Lobo Cinzento. 
Rapaz Invisível II (Invisible Kid) - Jacques Foccart nasceu na Terra e adquiriu seu poder ao ingerir o soro que Lyle Norg (o Rapaz Invisível I [Invisible Kid I]) inventou. Foccart tornou-se membro recentemente e pouco se sabe sobre seus antecedentes, além de que sua irmã, Danielle, está em animação suspensa na sede da Legião com Computo dentro de sua mente.
Relâmpago (DC Comics), Rapaz Relâmpago ou Curto-Circuito (primeiramente Lightning Boy, depois Lightning Lad e, mais tarde Live Wire) - Garth Ranzz de Winath adquiriu poderes elétricos dos monstros do planeta Korbal. Sua irmã Ayla e seu irmão Mekt (conhecido como Senhor Trovão, membro da Legião dos Supervilões) receberam poderes semelhantes. Um dos membros fundadores da Legião dos Super-Heróis, Garth é o legionário que sofreu as experiências mais terríveis: ele morreu e foi trazido de volta à vida para, em seguida, perder o braço direito e, recentemente, esteve muito doente. Por outro lado, casou-se com Irma Ardeen e foi líder antes de Sonhadora.
Satúrnia ou Moça de Saturno (Saturn Girl) - Imra Ardeen Ranzz nasceu em Titã, uma das luas de Saturno, que constitui uma sociedade onde a telepatia é um dom natural e o crime não existe. Ela é o terceiro membro fundador da Legião e seus poderes telepáticos figuram entre os mais potentes de Titã. Imra casou-se com Garth Ranzz e, após uma breve ausência de ambos, voltou a participar ativamente da equipe.
Sonhadora (Dream Girl ou Dreamer) - Nura Nal nasceu em Naltor, um mundo cuja população é capaz de prever o futuro não muito distante. Desenvolvendo seu poder com a ajuda de Beren, o maior sábio de Naltor, ela acabou indo para a Terra onde conheceu a Legião. Sonhadora passou um breve período na Legião dos Substitutos antes de se tornar membro da equipe principal, e é famosa por ter alterado os poderes elétricos de Ayla Ranzz para a habilidade de tornar objetos superleves. Nura é apaixonada por Astron há muito tempo.
Supermoça (Supergirl) - Os pais de Kara Zor-El sobreviveram à explosão do planeta Krypton quando a cidade condenada de Argo City entrou em órbita. Kara nasceu ali e, mais tarde, por ocasião da destruição da cidade, ela foi enviada à Terra para encontrar seu primo Kal-El. Com poderes semelhantes aos dele, Kara também se tornou uma importante heroína do século XX e foi chamada à era da Legião. Anos atrás, Supermoça renunciou e se afastou, mas permanece como membro-reserva.
Superboy - originalmente era o Superman vivendo aventuras quando garoto na cidade de Smallville. Ele utilizava um uniforme parecido ao de Superman, e tinha um cão, Krypto.
Após Crise nas Infinitas Terras, as Terras Paralelas nunca existiram, e foi estabelecido que só havia UM Superman, e ele nunca foi Superboy. Mas como ficava a origem da Legião dos Super-heróis, que teve sua fundação inspirada nos feitos deste Superboy? O escritor John Byrne, no entanto, criou uma explicação plausível: O Superboy havia nascido no Mundo Compacto (Pocket Universe, no original), um universo criado pelo Senhor do Tempo, um inimigo da Legião dos Super-heróis [Action Comics #591 (August 1987)]. Ele criou este universo a partir de um instante do próprio tempo, tão pequeno que não poderia ser medido, mas contendo a cópia de estrelas e planetas do nosso universo. Toda vez que a Legião viajava no tempo para a época de Superboy, o Senhor do Tempo os enviava para o Mundo Compacto ao invés. De qualquer modo, ele chantageou Superboy quando Superman descobriu o fato. O Senhor do Tempo criou uma máquina que permitia proteger o Mundo Compacto da antimatéria resultante da Crise nas Infinitas Terras. Ele chantageou Superboy a destruir Superman (coisa que ele poderia ter feito facilmente, já que os poderes de Superboy estavam em nível Pré-Crise, e podia erguer planetas, viajar no tempo, etc). Superboy, no entanto, apenas fingia que usava força total contra Superman: ele esperava que o Homem de Aço o derrotasse. Superman percebeu o plano, o que deu tempo a Legião de chegar e levar Superboy para a missão de derrotar o Senhor do Tempo (Superman ficou de fora). Na aventura, a máquina que permitia proteger o Mundo Compacto da antimatéria foi destruída, e Superboy morreu mantendo aquele universo coeso.

## Outras mídias

### Superman: A Série Animada
Rapaz Cósmico, Rapaz Camaleão e Moça de Saturno fizeram uma aparição em Superman: The Animated Series. No episódio  "New Kids in Town" de 1998, a Legião viaja no tempo com o intuito de impedir Brainiac de destruir o Homem de Aço na adolescência. Tal como acontece na continuidade "Pré-Crise", Superman foi a inspiração para a criação equipe. Esse episódio também tem participações especiais de outros legionários proeminentes (como Brainiac 5).

### Liga da Justiça Sem Limites
A Legião (com mais de seus membros), juntamente com os Cinco Fatais, que mais tarde apareceu em um episódio de 2006, de Liga da Justiça Sem Limites, intitulado "Far From Home", com Googy Gress como Bouncing Boy e Matt Czuchry como Brainiac 5. Supergirl foi levada para o futuro para ajudar a combater os Cinco Fatais, e decidiu ficar e se unir à Legião. Aqui, os trajes da equipe são mais como as versões clássicas, o que significa que esta versão era de antes da Legião em "New Kids in Town".
A Legião também tinha uma aparência  em Justice League Adventures # 28.

### Série animada
The Legion of Super Heroes, série animada do grupo estreou no Kids WB! (Bloco as crianças da manhã de sábado no Cartoon Network) em setembro de 2006.
A premissa do show é que a Legião viaja no tempo para recrutar Superman na sua luta contra o crime do século 31, mas ir um pouco longe demais para trás e recrutar Superman antes de ter tido a oportunidade de desenvolver plenamente as suas competências. Superman, a inspiração para o Legião, agora tem que aprender com eles como ser um herói.

### Supergirl
A Legião dos Super Heróis começou a aparecer em Supergirl a partir da 3ª temporada.